# Љуљаиљако
Љуљаиљако (шп. Llullaillaco, изговор) је стратовулкан у Јужној Америци. Налази се на граници Аргентине (провинција Салта) и Чилеа. Са својих 6.723 метара, највиши је активни вулкан на Земљи и један од највиших врхова у Андима.
Последња ерупција била је 1877. године. Регистроване ерупције, пре ове су биле 1868. и 1854. године.
Назив вулкана је ајмарског порекла. У преводу значи „прљава вода“ — llulla, прљаво и yacu, што значи вода.